# Shaman king
Shaman King (シャーマンキング, Shāman Kingu), és un manganime shonen, dibuixat per Hiroyuki Takey.
El manga de 32 volums (més de 200 capítols) es va estrenar a la revista Shonen Jump l'any 1998, però fou cancel·lada el 2002. El març de 2009 va ser reeditat, en una versió de 300 capítols agrupats en 27 volums, allargant el final.
L'anime va ser dirigit per Seiji Mizushima el 2000 i va ser produït pels estudis TV Tokyo, Nihon Ad Systems i XEBEC. La sèrie culmina amb un total de 64 episodis. Això és perquè el manga es desenvolupava al mateix temps que l'anime, però la trama es va anar separant de l'original i van prendre rumbs diferents amb finals molt diferents. El juny de 2020, es va anunciar una nova sèrie de televisió d'anime que adaptaria els 35 volums de la nova edició completa de manga i es va estrenar l'1 d'abril de 2021.

## Argument
Shaman King va d'un noi, en Yoh Asakura, que és xaman; pot fusionar la seva ànima amb la dels esperits per acoblar les seves habilitats i aconseguir unes característiques impressionants. Té un somni (bé, de fet el té la seva promesa, l'Anna Kyoyama): vol ser el Shaman King. Cada cinc-cents anys es fa un torneig entre xamans, el Shaman Tournament o la Shaman Fight, per decidir qui serà el rei dels xamans. En aquesta lluita hi participen xamans de totes les cultures i llocs del món. Qui arribi a ser rei dels xamans tindrà el privilegi de fusionar el seu esperit amb el del Spirit King (rei dels esperits). Al llarg de la història es troba amb diversos amics i enemics.

## Personatges

### Personatges principals
Yoh Asakura: és el protagonista. Destaca pel seu caràcter extravertit i despreocupat; sempre sembla que estigui als núvols. Es preocupa molt pels seus amics i no els deixa mai de banda. Encara que no ho sembli, és un xaman molt poderós.
Anna Kyoyama: és la promesa d'en Yoh, per acord dels seus pares. És una itako molt poderosa, però no va voler aquest poder des de bon principi. El seu poder comprenia el fet de sentir el pensament de les persones, i això la va portar a descobrir que els seus pares li tenien por pels seus poders. Es va tancar més i més en si mateix, fins que Yoh la va rescatar, derrotant el seu Oversoul, un ogre (això només passa al manga). És una noia molt manaire i sempre fa fer totes les feines de casa als altres, ja que és molt vaga. S'encarrega personalment dels entrenaments de Yoh, especialment durs. Tot i això, en el fons és una noia molt afectuosa i estima molt el seu promès.
Ren Tao: Xaman xinès. És molt altiu i orgullós. Depèn del doblatge se'l coneix com a Ren Tao.
Horo Horo Usui: Aquest noi és un ainu, raça orgullosa del nord del Japó. Estima molt la natura i la vol protegir. També s'estima molt el seu esperit, Kororo, i també vol protegir la seva espècie. Per això, el seu somni és conrear un enorme camp de plantes per tot el món. És una persona que sempre fa broma, i actua abans de pensar. És una mica pervertit, però res comparat amb Ryu. Sempre es pica amb Len, tot i que en el fons són molt bons amics i es preocupen l'un per l'altre. L'amistat queda demostrada quan Len és assassinat i Horo Horo és més afectat que als altres. El seu nom real és Horokeu Usui (llop de les neus en dialecte ainu)
Lyzerg Diethel: Xaman anglès. Està decidit a acabar amb Hao de totes totes ja que ell va ser qui va assassinar als seus pares.
Chocolove Mattel: Xaman provinent de Nova York. Es creu el rei del riure, i sempre rep pals dels altres, a qui no fan gens de gràcia les seves bromes. Era el líder d'una banda criminal fins que va conèixer el seu mestre que el va ensenyar a fer riure a la gent.
Bôkuto no Ryu: El seu nom en català seria «Ryu, el de l'espasa de fusta». Rep aquest nom perquè sempre va amb la seva espasa de fusta, que és amb la qual fa l'Oversoul.

Manta Oyamada: No és ben bé un xaman, però també pot veure esperits. És el millor amic de Yoh. En el doblatge anglès se'l coneix com a Morthy Oyamada
Hao Asakura: És l'antagonista de la sèrie. El verdader Hao va viure fa mil anys, durant una gran guerra. Tenia el poder de llegir la ment de les persones i, malgrat que n'ajudava moltes, descobria que moltes d'elles no li estaven agraïdes. Va començar a cobar un sentiment d'odi cap aquestes persones, i acaba odiant els humans. Volia esdevenir el Shaman King per acabar amb la humanitat, però el van matar. Cinc-cents anys després, i gràcies a la seva habilitat per poder reencarnar-se, torna a postular per esdevenir Shaman King. Tampoc ho va aconseguir, però va poder robar l'Esperit del Foc, un esperit realment poderós. En la seva vida actual, al moment de reencarnar-se alguna cosa va anar malament i el seu esperit es va dividir en dues parts: la primera, amb menys poder però un cor pur, va ser Yoh; la segona, amb gran part del poder i, evidentment, tota la maldat, va esdevenir Hao. En el doblatge anglès se'l coneix com a Zeke Asakura

### Esperits
Amidamaru: Esperit d'en Yoh
Bason: Esperit d'en Ren
Kororo: Esperit d'en Horo Horo
Morphine: Esperit d'en Lyzerg
Mic i Pascal Avaf: Esperits acompanyants d'en Chocolove
Tokageroh: Esperit d'en Ryu

## Crítica
Els divulgadors catalans Estrada i Bernabé van incloure Shaman king a la seva selecció de 501 mangues i comenten sobre seu estil que és original i té «una estètica amb influències del hip-hop i l'art de carrer». Per la seva gran capacitat i diversos recursos utilitzats per a combinar l'humor i l'acció, el manga va aconseguir desmarcar-se de les demés sèries i, a la seva època, freqüentava la llista dels 10 mangues més venuts al Japó i va també tenir una molt bona acollida internacional, sobretot als Estats Units.